# Кулешов, Валентин Николаевич
Валентин Николаевич Кулешов (16 июля 1937, СССР — 22 декабря 2020) — советский и российский учёный, доктор технических наук, профессор.
Автор более 200 научных работ и 15 учебных пособий. Его монография издана в СССР и Чехословакии.

## Биография
Родился 16 июля 1937 года.
После окончания московской школы № 67 хотел поступать на механико-математический факультет МГУ, но решил учиться на Радиотехническом факультете МЭИ. Будучи студентом четвёртого курса, начал научно-исследовательскую работу у профессора С. И. Евтянова.
Окончив МЭИ в 1960 году по специальности «Радиофизика и электроника», начал работать в должности ассистента кафедры «Радиопередающих устройств». В 1962 году поступил в аспирантуру МЭИ. В 1966 году защитил кандидатскую диссертацию. После этого продолжил работу на той же кафедре в должностях ассистента, старшего преподавателя, доцента.
В 1969—1970 годах Кулешов прошел научную стажировку в Массачусетском технологическом институте (США). В 1971 году ему было присвоено ученое звание доцента. В 1988 году защитил докторскую диссертацию. В 1989 году получил ученое звание профессора.
С 1987 по 1993 год избирался деканом Радиотехнического факультета МЭИ. С 1992 по 2002 год был заведующим кафедрой радиопередающих устройств (ныне Кафедра формирования и обработки радиосигналов).
Являлся профессором кафедры формирования и обработки радиосигналов.
Под его руководством написано 16 кандидатских диссертаций и 2 докторские.
С 1994 года В. Н. Кулешов являлся членом научного общества инженеров электротехники и электроники (IEEE). Выступал в качестве организатора школ-семинаров и международных симпозиумов. С 1990 года работал в Учебно-методическом совете МЭИ.
Является одним из разработчиков трех образовательных стандартов первого поколения (1992—1993) и двух образовательных стандартов второго поколения (1999).
Входил в редакционный совет журнала «Известия высших учебных заведений России. Радиоэлектроника».
Умер 22 декабря 2020 года.

## Заслуги
- За большой трудовой вклад и плодотворную многолетнюю деятельность был удостоен в 2006 году премии МЭИ «Почет и признание».[5] Заслуженный профессор МЭИ.[6]
- Лауреат Государственной премии СССР (1986) и Премии Президента Российской Федерации в области образования (2002).
- Заслуженный деятель науки РФ (2001).
- В 1996 году за вклад в работы в области космической радиоэлектроники был награждён медалью ордена «За заслуги перед Отечеством» 2-й степени.